# Ясский, Авраам
Авраам Ясский (ивр. אברהם יסקי‎‎; 14 апреля 1927, Кишинёв — 28 марта 2014) — израильский архитектор. Лауреат Государственной премии Израиля в области архитектуры (1982).
В 1935 году переехал с семьёй в подмандатную Палестину, где окончил хайфский Технион. Начиная с 25-летнего возраста занимался различными архитектурными проектами в Тель-Авиве, включая как общественные здания, так и жилые кварталы.
В 1965 году основал архитектурную фирму «Moore Yaski Sivan Architects», самую крупную архитектурную компанию страны. В 1994 году основал архитектурный факультет в Тель-Авивском университете, заведовал кафедрой.
Три сына — Яаков, Шауль и Юваль — также архитекторы.
28 апреля 2014 года Авраам Ясский умер в возрасте 86 лет. Похоронен 30 апреля на кладбище Кирьят Шауль в Тель-Авиве.